# Jan Mittlöhner

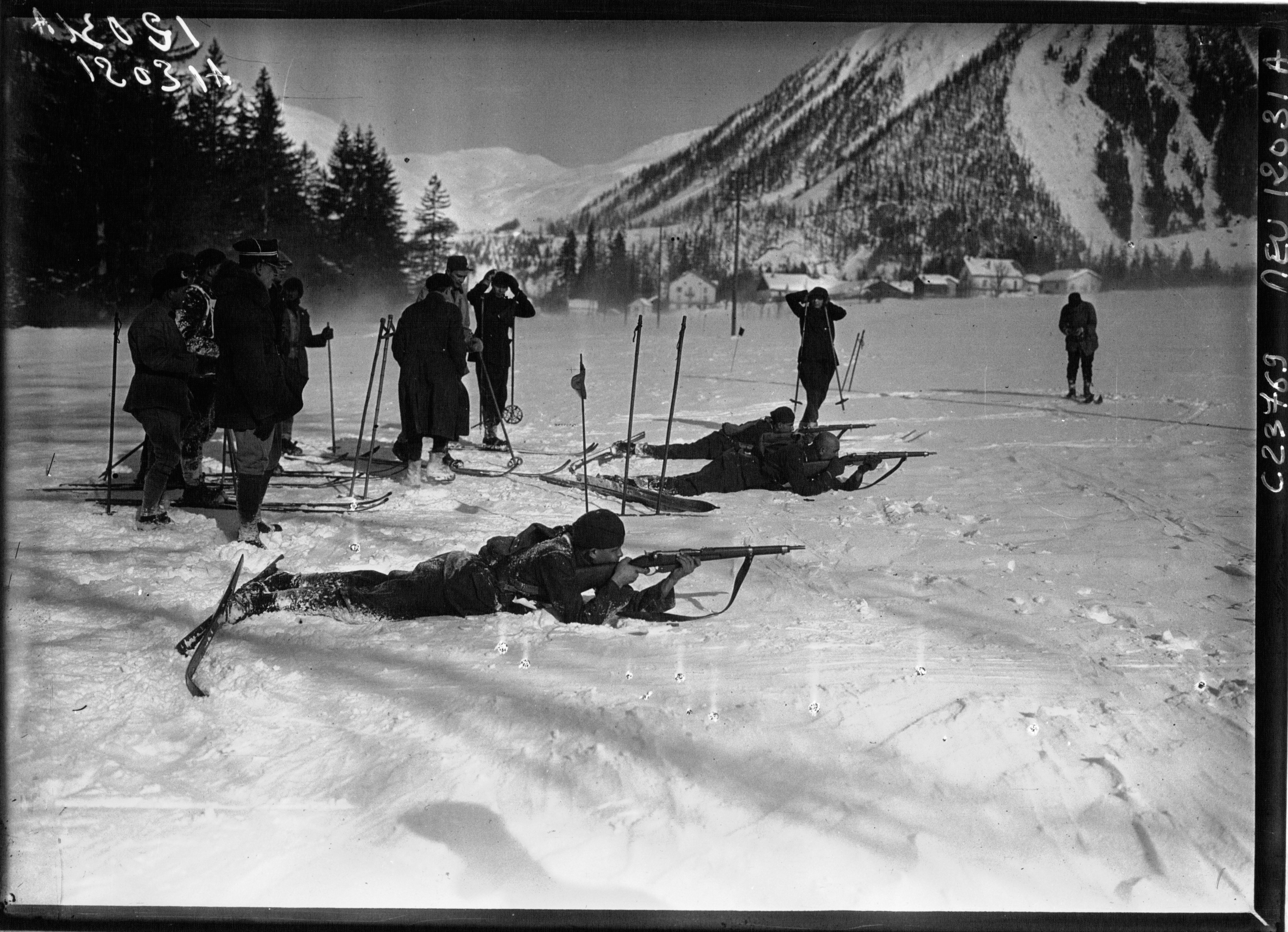
Tschechoslowakische Militärpatrouille-Mannschaft bei den Olympischen Winterspielen 1924

Jan Mittlöhner (* 1902; † unbekannt) war ein tschechoslowakischer Soldat, Skisportler und Teilnehmer der Olympischen Winterspiele 1924.

## Karriere
Der Soldat gewann im Februar 1923 gemeinsam mit Karel Buchta, Bohuslav Josífek und A. Haller den internationalen Wettkampf in der Militärpatrouille (einem Vorläufer des Biathlon) im französischen Bagnères-de-Luchon. Außerdem konnte Mittlöhner den Wettbewerb im Skispringen für sich entscheiden. In der Besetzung Josífek, Mittlöhner, Josef Bím und Buchta belegte die tschechoslowakische Mannschaft beim Demonstrationssport Militärpatrouille der ersten Olympischen Winterspiele 1924 den vierten Platz.